# Asso-Obam

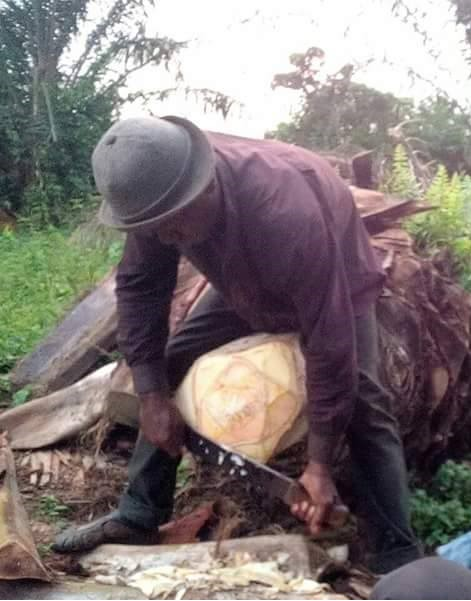
Vin de palme

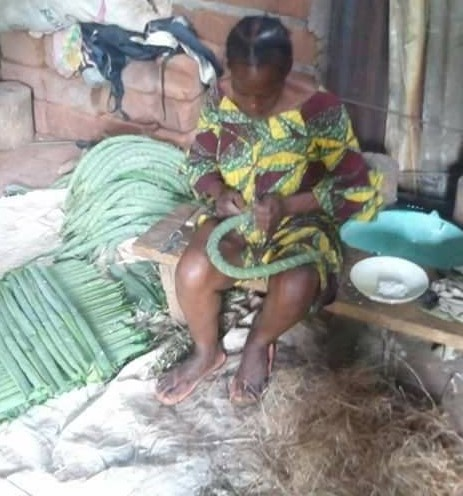
Activité culinaire: bâton de manioc

Asso-Obam qui signifie en langue omvang cachette contre l´épervier est un village du Cameroun situé dans la région du Centre, le département du Nyong-et-Mfoumou et la commune d'Ayos.

## Histoire
L'histoire raconte que Abada Ze chef supérieur, perdait beaucoup d’enfants à Mbeka'a son village natal où il vivait avec sa famille, il décida donc d'aller créer son empire ailleurs avec sa premiere épouse Nkolo Mbeng et ses deux enfants Atto Jean et Ngazanga qui lui restaient . 
C'est ainsi qu'il baptisera son nouveau village Asso-Obam, comme pour dire qu'il avait trouvé une cachette contre les sorciers (éperviers) qui menaçaient d'exterminer sa progéniture.

## Population
Le village a une ethnie principale les Omvang. Etant un village carrefour, il renferme plusieurs différences car limitrophe de plusieurs villages, Mbeka'a, passant par Kribi Océan, Ndoro, Tong, Ngoun, Ngoubi. Le quotidien des populations tourne autour de plusieurs activités notamment, le commerce, l’agriculture, l’élevage, la pêche et la chasse.

## Langue
Plusieurs langues y sont parlées, parmi lesquelles le yebekolo, le maka, le badjoué, le so'o.

## Géographie et climat
Arrosé par le fleuve Nyong, beau paysage au climat doux où vous pourrez apercevoir des grandes plantations de cacao et de café.